# City Girls
City Girls est un duo de hip-hop américain composé de Yung Miami (Caresha Romeka Brownlee, née en février 1994) et JT (Jatavia Shakara Johnson, née en décembre 1992),,. Le duo est originaire de Miami et a attiré l'attention après avoir fait une apparition non créditée sur le single In My Feelings de Drake en 2018.
Le duo a signé avec Quality Control Music et a ensuite sorti sa première mixtape Period (2018) ainsi que deux albums studio : Girl Code (2018), qui a donné naissance aux singles certifiés platine par la RIAA : Twerk (avec Cardi B) et Act Up, et City on Lock (2020).

## Biographie
Le nom du groupe dérive des quartiers d'où sont originaires les membres, c'est-à-dire d'Opa-locka et de Liberty City, décrit par le magazine Complex comme « deux des quartiers les plus difficiles de Miami ».

### Débuts (2017)
Le duo a enregistré son premier morceau en studio, Fuck Dat Nigga, qui était un morceau destiné à leurs ex-petits amis pour ne pas leur avoir donné d'argent quand elles leur demandaient. Yung Miami en a fait la promotion via les réseaux sociaux et en payant des DJ pour qu'ils le jouent dans les clubs. Bientôt, le morceau, qui contient un sample de My Neck, My Back (Lick It) de la rappeuse de Floride, Khia, accumulera des centaines de milliers d'écoutes. Le clip officiel de la chanson est sorti en janvier 2018 et comportait une apparition de la rappeuse Trina, la marraine de Yung Miami. Plus tard cette même année, le morceau a été inclus dans la compilation de Quality Control, Control the Streets, Volume 1.

### Period,Girl Code, et succès (2018–2019)
Peu de temps après la sortie de Fuck Dat Nigga, JT a été arrêtée et accusée d'usurpation d'identité aggravée, et a été condamnée à 24 mois de prison. Le juge a finalement accepté de repousser sa date d'emprisonnement. JT a commencé sa peine de prison en juillet 2018 et devait être libérée le 1er mars 2020. Pendant que JT était incarcérée, Yung Miami a continué de promouvoir la musique du groupe, en disant : « Quand elle était en prison, j'allais dans des clubs de strip-tease et je payais 20 dollars à un DJ pour jouer la chanson. Ça a commencé à décoller ».
Après avoir signé avec Quality Control Music, le duo a été classé parmi les artistes en développement les plus populaires de la semaine, selon l'activité de mesure des palmarès Billboard Hot 100, Social 50 et Billboard 200. En mai 2018, les City Girls ont sorti leur première mixtape, Period, qui a atteint la 16e place sur Heatseekers Albums le même mois,. Period a également été classée 26e sur les 30 meilleurs albums hip-hop de 2018 par le magazine Rolling Stone. En juillet 2018, le duo a été présenté au grand public à la suite d'une apparition non créditée sur In My Feelings de Drake, avec Yung Miami apparaissant dans le clip,. En août 2018, elles ont sorti le documentaire, Point Blank Period. En novembre 2018, City Girls a sorti son premier album studio, Girl Code, qui contient des collaborations avec Cardi B, Lil Baby et Jacquees.
JT est sortie de prison le 6 Mars 2020.

### City on Locket autres sorties (depuis 2020)
En septembre 2019, Yung Miami a confirmé lors d'une interview avec Ebro Darden sur Apple Music que le duo prévoyait d'enregistrer un nouvel album et de le sortir début 2020. Le 19 juin 2020, le deuxième album studio des City Girls, intitulé City on Lock, a fuité dans son intégralité en ligne. JT a annoncé quelques heures plus tard que l'album sortirait à minuit le même jour. Le premier single de l'album, Jobs , est sorti quelques heures avant l'album avec un clip vidéo. L'album comprend des collaborations avec Yo Gotti, Doja Cat, Lil Durk et Lil Baby. En mars 2021, leur chanson Twerkulator a gagné en popularité sur l'application TikTok, après que la danseuse Layla Muhammad a chorégraphié une danse pour la chanson. La chanson avait ensuite été utilisée plus de 1 100 000 fois sur la plateforme, avec des créateurs tels que Charli D'Amelio et Malu Trevejo interprétant la danse ; cependant, malgré sa popularité, la chanson n'est pas sortie car elle contenait un sample de Planet Rock d'Afrika Bambaataa et Soulsonic Force, qui n'avait pas encore été déclaré,. Le 21 mai 2021, Twerkulator est officiellement sorti.

## Vies privées
JT a grandi à Carol City et à Liberty City. JT a déclaré « Ma mère était toxicomane » et que « la drogue a ruiné mon enfance ». À 17 ans, elles se produisaient dans des clubs de strip-tease, des boîtes de nuit et des fêtes de quartier.

## Discographie
- 2018 : Period
- 2018 : Girl Code
- 2020 : City On Lock